# Root beer

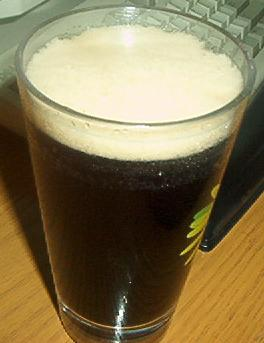
Een glas root beer

Root beer is een koolzuurhoudende frisdrank die vooral in Noord-Amerika bekend is. De drank bestaat in diverse varianten en bevat onder andere extracten van vanille, zoethout, sassafras en nootmuskaat. Verder bevat hij kunstmatige en/of natuurlijke zoetstoffen. Sommige varianten, vooral die uit de Canadese provincie Quebec, bevatten een lichte dosis alcohol van maximaal 2,5%.
Letterlijk vertaald betekent 'root beer' wortelbier. De drank bevat dan ook wortelextracten zoals van zoethout. Verder heeft hij een donkere kleur en ontstaat er bij het ingieten een schuimlaag. Het lijkt dan op schuimend donker bier, maar het heeft een totaal andere smaak. Wat uiterlijke kenmerken betreft lijkt root beer op Belgisch tafelbier, het voldoet echter niet aan de normen daarvoor. Zo bevat tafelbier andere ingrediënten en moet er alcohol in aanwezig zijn, terwijl root beer meestal alcoholvrij is.

## Root beer in Amerikaanse media
In veel Amerikaanse computerspellen gebruikt men soms bewust de aanduiding 'root beer' om de term 'beer' te vermijden. Redenen om dit te doen zijn bijvoorbeeld:
- Verwijzingen naar of gebruik van alcoholische dranken dient men te vermelden in de zogenoemde software rating, zoals de Amerikaanse ESRB-rating,[2] of de Europese PEGI,[3] die op de verpakking staat.
- Sommige producenten verbieden het gebruik van alcohol in hun computergames. Nintendo is hier een voorbeeld van.[4]

Computerspellen waar men bewust root beer drinkt of schenkt in cafés:
- Root Beer Tapper: oorspronkelijk kwam het spel uit in 1983 onder de naam Budweiser Tapper. In 1984 werd het spel opnieuw uitgebracht onder de naam Root beer tapper omdat het eerste spel te expliciet verwees naar bier.
- Simon the Sorcerer
- Lost Chronicles Salim
- Call of Duty: In het zombiegedeelte van de games kun je bij een aantal frisdrankautomaten Double tap root beer kopen. Het root beer geeft hierbij een power up waardoor je wapen dubbel zo snel schiet.
- Fallout: New Vegas: In veel drankautomaten kan de speler flessen Sunset Sarsaparilla vinden.

Ook in tv-series en films voor een jeugdig publiek, zoals The Lost Boys, gebruikt men regelmatig de term root beer.